# Distúrbio do colapso das colônias

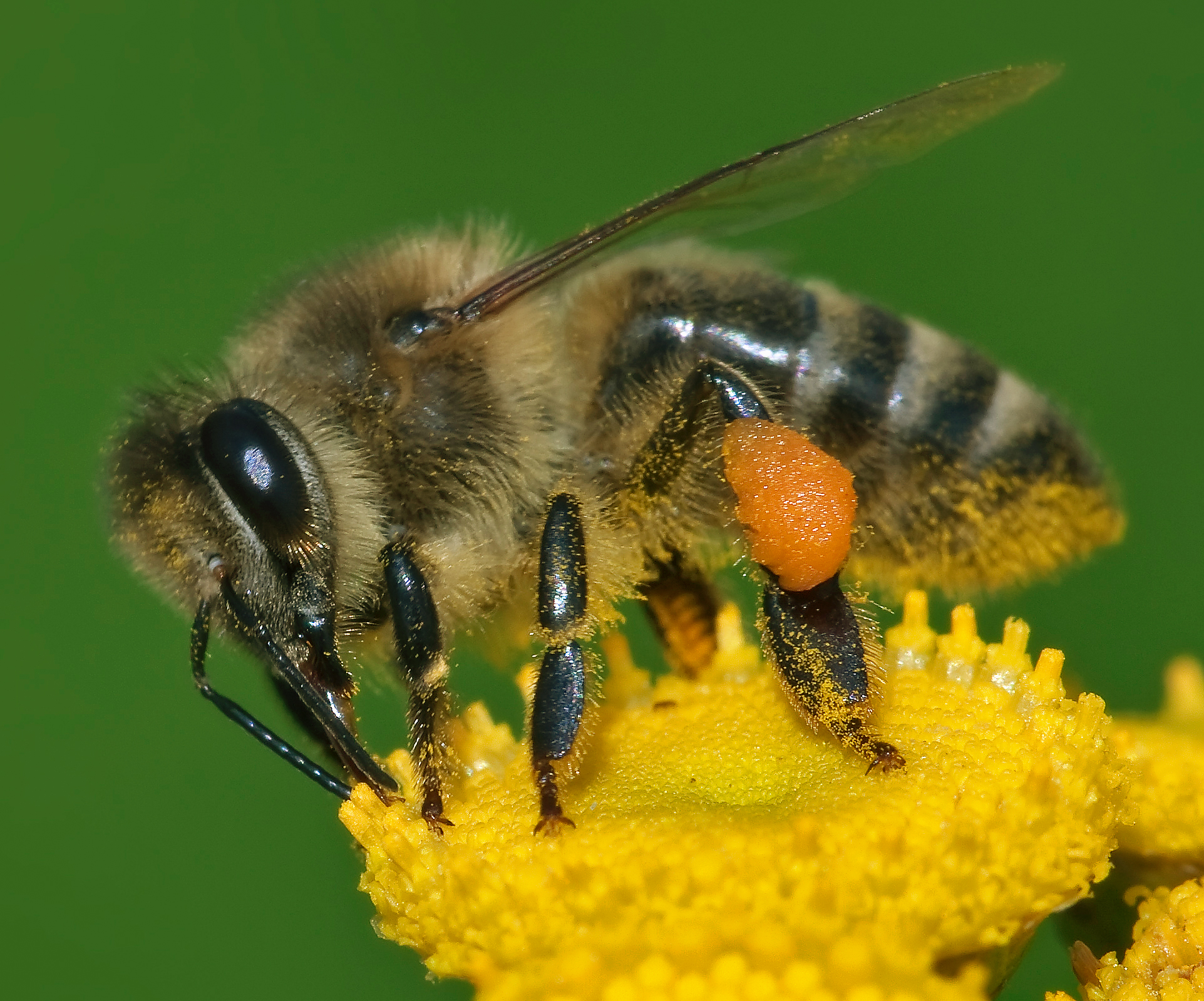
Uma abelha da espécie Apis mellifera.

O distúrbio do colapso das colônias (DCC) se refere ao desaparecimento de populações de abelhas, atualmente ocorrendo em diversos países. O termo surgiu em 2006 nos Estados Unidos como colony collapse disorder, depois do relato de grande número de casos. Na sua definição clássica, o DCC implica uma maciça redução da população de operárias de uma colônia, com a preservação da rainha e de um grande estoque de mel. A maioria dessas colônias muito enfraquecidas não se recupera e acaba se extinguindo. As causas do DCC não são bem conhecidas, provavelmente seja uma combinação de fatores, como perda de habitat, doenças e uso de certos agrotóxicos, especialmente inseticidas de uso agrícola. São afetadas tanto as abelhas domesticadas como as selvagens. Depois de um dramático aumento na década de 2000, em anos recentes a incidência global de DCC tem declinado, mas fortes episódios regionais continuam sendo relatados quase continuamente, e as projeções para o futuro são muito incertas. Popularmente ainda reina grande confusão sobre o que consiste o DCC. Muitas mortes em massa de abelhas que têm sido relatadas se devem apenas ao envenenamento por agrotóxicos, e não devem ser considerados casos de DCC.

## História
Fenômenos semelhantes foram registrados pelo menos desde 1869, e desde então várias denominações populares foram surgindo. Em 1906 foi bem documentado um caso de grandes perdas no Reino Unido. Na época as causas não foram determinadas, mas análises posteriores sugerem uma combinação de fatores. Novas ocorrências foram documentadas em 1918 e 1919 nos Estados Unidos, e outros casos se repetiram mais tarde em vários locais.
Na década de 1970 começou a se observado um dramático declínio nas abelhas selvagens dos Estados Unidos, e um declínio nítido, mas menos acentuado, entre as colônias domesticadas. Isso tem sido atribuído a uma combinação de fatores, incluindo a perda de habitats, avanço da urbanização, infecções e uso de pesticidas agrícolas. No inverno de 2006/2007 o problema afetou pesadamente as abelhas norte-americanas. De acordo com o Departamento de Agricultura dos Estados Unidos, de 30 a 60% das abelhas sumiram na Califórnia (oeste) e mais de 70% em algumas regiões da costa leste e no Texas (sul). 24 estados americanos e duas províncias canadenses foram afetadas. No geral, os apicultores relatavam perdas que variavam de 30 a 90%. No Reino Unido, no mesmo ano, as perdas nas colônias selvagens foi dita "catastrófica", e todos os outros insetos polinizadores estavam em declínio. Um fenômeno semelhante foi observado na mesma época por apicultores da Bélgica, França, Países Baixos, Polónia, Grécia, Itália, Portugal e Espanha. Em vista disso, a Comissão Europeia tentou suspender temporariamente a aplicação de alguns agrotóxicos neonicotinoides mas enfrentou forte pressão dos fabricantes.
O DCC parece ser sujeito a ciclos de natureza e origem desconhecida, ocorrendo fases de agravamento seguidas de estabilização e até reversão nas tendências, e a distribuição mundial é bastante irregular e imprevisível. Um levantamento indicou que desde 2012 os casos de DCC têm declinado em nível global, mas erupções regionais de grande dimensão continuam sendo registradas, como nos Estados Unidos, que em 2014 perdeu 40% de suas colônias domesticadas. Por outro lado, têm aumentado o número de perdas de colônias no verão, que ainda não foram bem explicadas. Especialmente nos países com inverno rigoroso, a sobrevivência a esta estação é um bom indicador da saúde das colônias, mas se os casos bem identificados como DCC dão sinais de declinar, as perdas estivais não se encaixam muito bem nessa definição e são um novo motivo de preocupação.

## Características

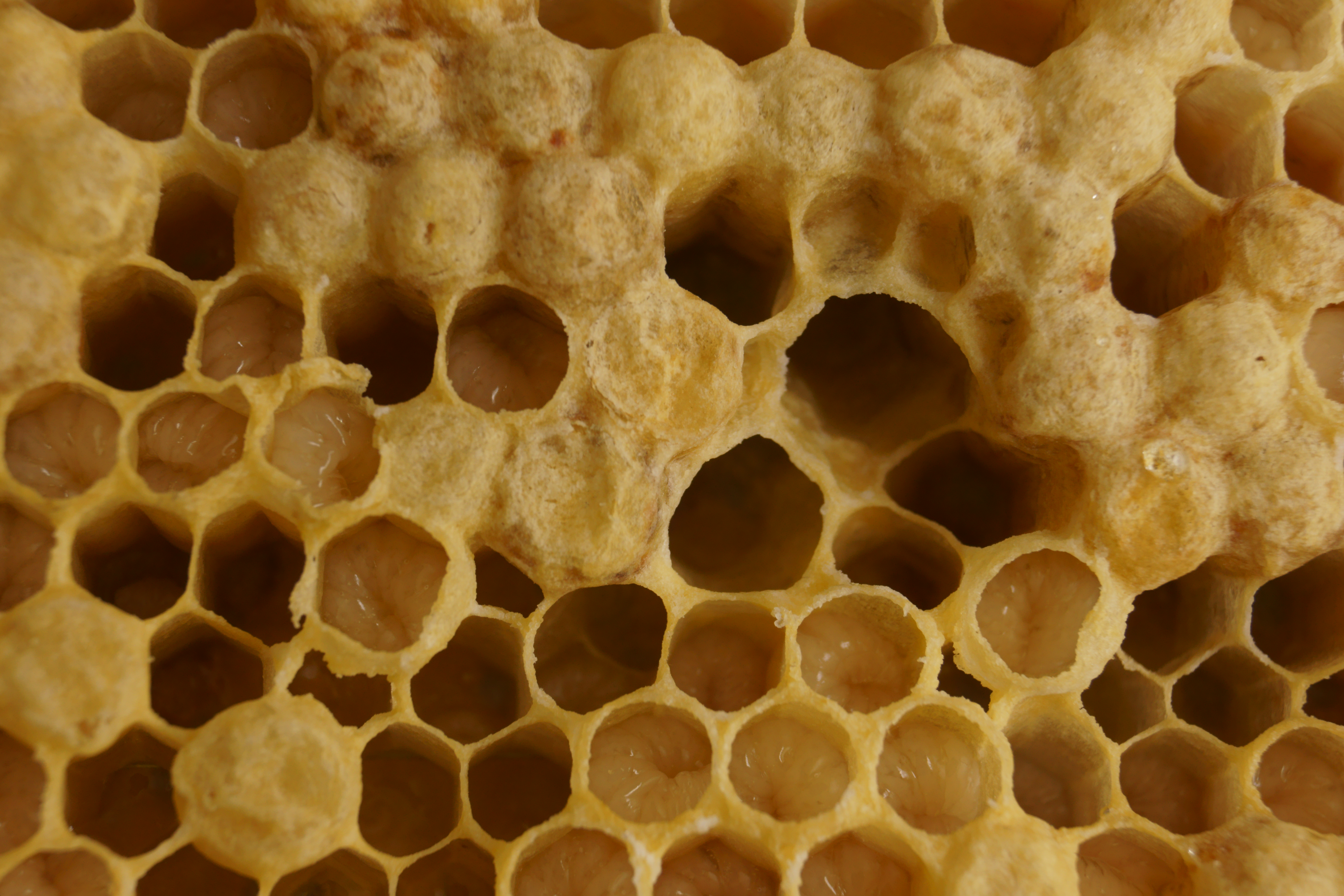
Nos casos de DCC geralmente se conservam larvas nos alvéolos.

Em 2007 a bióloga Diana Cox-Foster, que estudou o grande colapso que ocorreu naquele ano no Reino Unido, observou que a condição das colônias parecia diferente dos casos de infestação maciça pelo parasita Varroa, que vem sendo implicado no DCC. A maioria das colmeias mantinha um pequeno grupo de operárias em torno da rainha, geralmente dispondo de um grande estoque de mel e pólen. Todas as abelhas que permaneciam nas colônias estavam infectadas por muitos outros microrganismos causadores de doenças e que costumam aparecer em condições de estresse, e as colônias permaneciam muito tempo vazias antes de serem repovoadas, sugerindo a permanência residual de algum contaminante químico ou um patógeno desconhecido.
Hoje a definição clássica do que consiste o distúrbio do colapso das colônias se conformou à sua descrição: uma colônia com um pequeno grupo de operárias e uma rainha, algumas operárias mortas no entorno da colmeia, e muita comida à disposição. Como essas poucas operárias não podem levar a cabo todas as atividades necessárias, as colônias em regra acabam morrendo completamente. Ainda não se sabe que fim levam as abelhas desaparecidas. Elas não são encontradas mortas no entorno da colônia ou em seu interior. A presença de bons estoques de mel e pólen parece eliminar como causas a  fome (mas não descarta má nutrição crônica) e ataques das colônias para saque, como às vezes fazem outras espécies de abelhas, besouros e formigas. Esses estoques, depois das colônias serem extintas, não são logo consumidos por outros animais, sugerindo que de alguma forma estão contaminados. A presença costumeira de muitas larvas descarta um abandono natural, como quando ocorre a divisão da colônia para a fundação de uma nova, pois muito raramente as abelhas abandonam suas larvas sem deixarem operárias em número suficiente para criá-las. As operárias sobreviventes são em geral jovens e relutam em aceitar alimentação artificial. Outra particularidade é a não sazonalidade, ocorrendo durante todo o ano. Alguns cientistas têm observado em anos recentes uma modificação no perfil clássico do distúrbio e a polêmica continua sobre o assunto, assim como as perdas continuam grandes. Contudo, muitos casos recentes de mortandade de abelhas têm sido atribuídos principalmente ao envenenamento por agrotóxicos, não caracterizando DCC, pois são encontradas grandes quantidades de abelhas mortas perto ou dentro das colônias.

## Origem

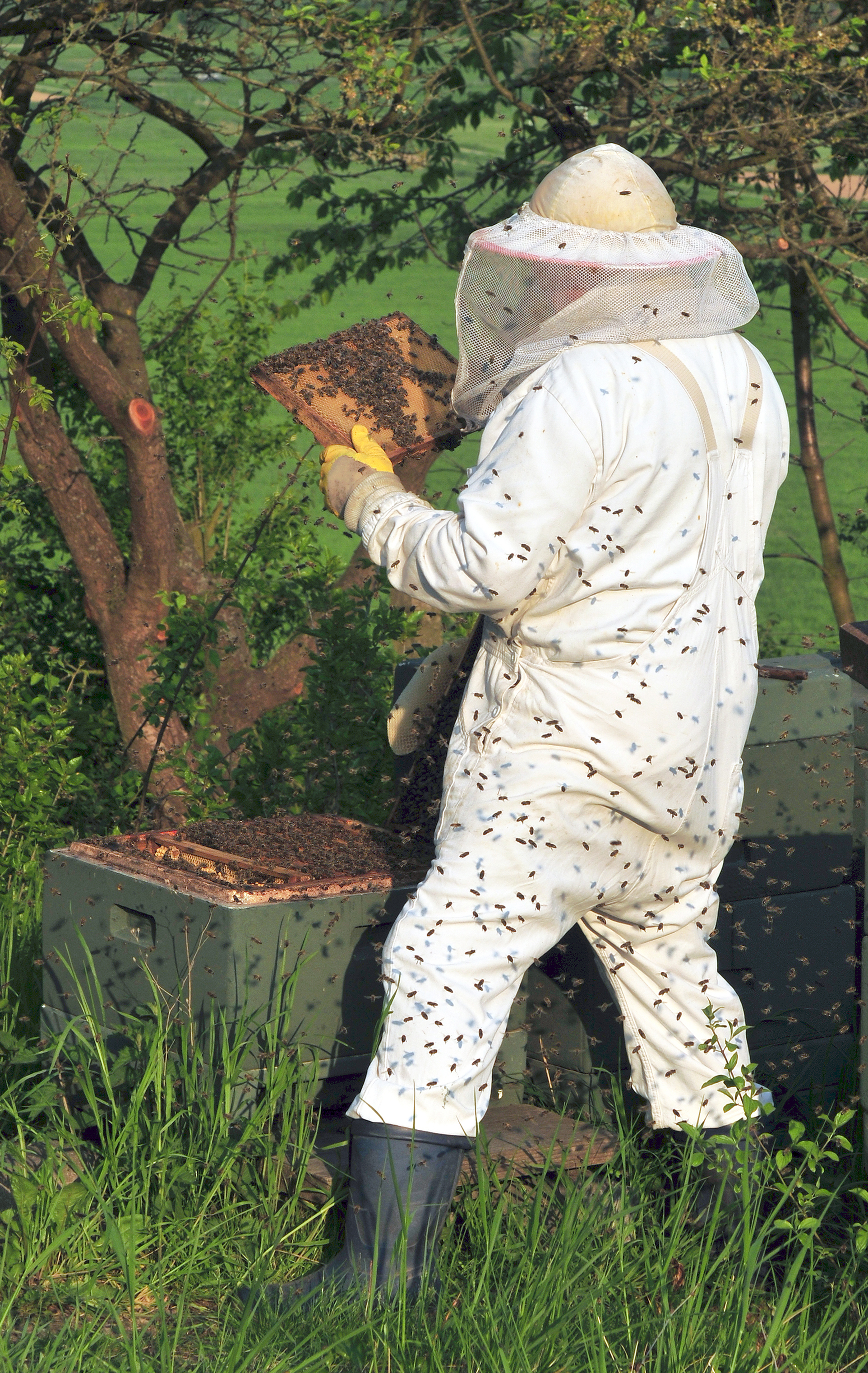
Um apicultor trabalhando.

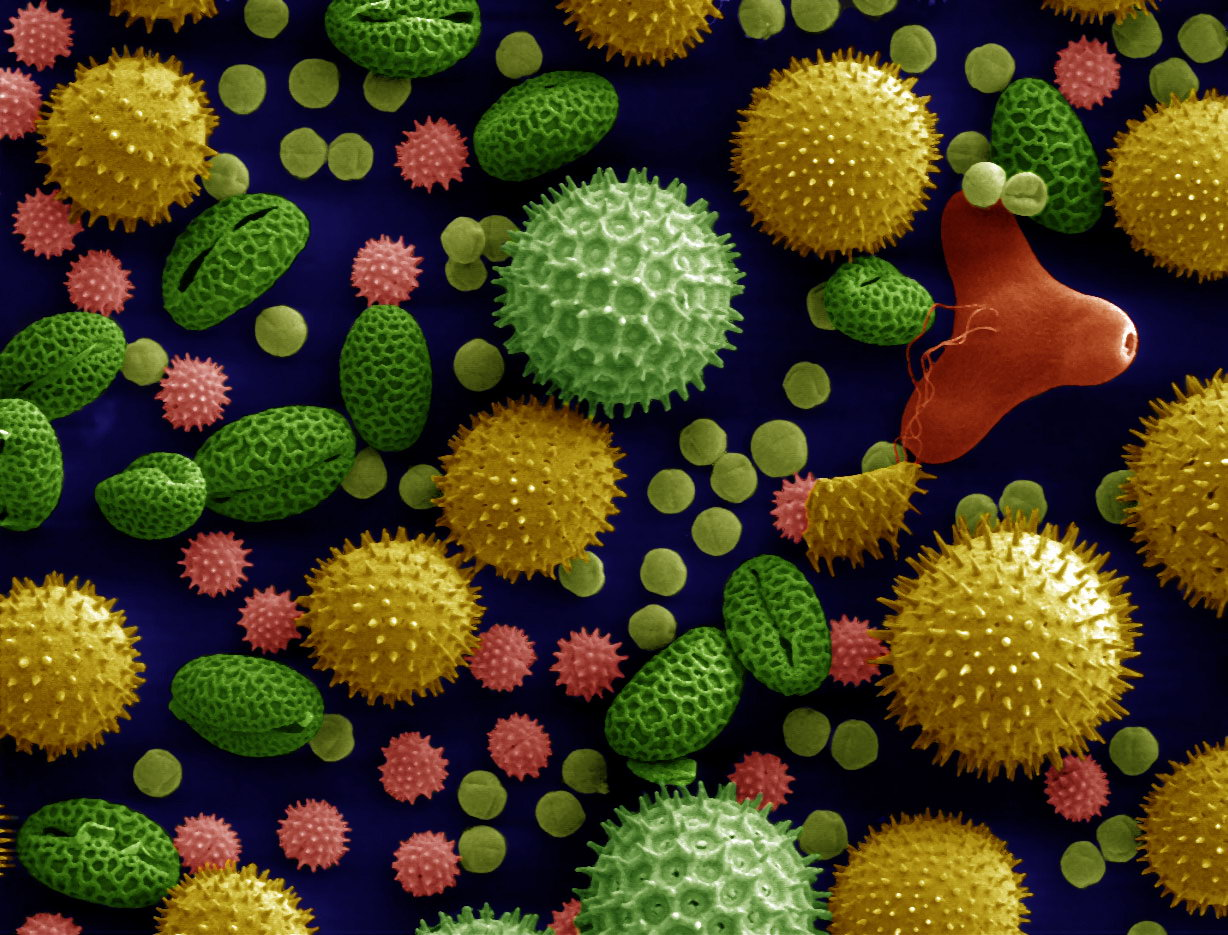
Grãos de pólen variados.

A opinião científica predominante permanece sendo de que o DCC se deve a uma combinação de causas e não a um só agente. Os agrotóxicos há anos têm sido muito apontados como uma parte importante do problema, e já foi acumulada vasta evidência de que são responsáveis também no declínio em todo o mundo de outros polinizadores como os morcegos, os beija-flores, besouros e borboletas. Todos os continentes (salvo a Antártida) têm mostrado grandes níveis de declínio em seus polinizadores, mas em proporções desiguais. Muitas espécies de plantas têm declinado em função desse desaparecimento. A abelha Apis mellifera, tanto domesticada quanto selvagem, a mais importante para o homem, tem declinado acentuadamente nos Estados Unidos e na Europa. As abelhas podem não ser o alvo dos venenos, mas elas acabam contaminadas por se alimentarem em culturas contaminadas. Pequenas doses repetidas podem não matar, mas têm efeito cumulativo e no longo prazo têm sido ligadas ao desenvolvimento de padrões de comportamento anormais, desorientação, diminuição da longevidade, comprometimento da divisão de trabalhos, irritabilidade excessiva, declínio ou interrupção da postura de ovos pela rainha, mortalidade e má formação das larvas, perda de vigor e a uma redução da resistência das abelhas ao estresse e a doenças, além de contaminar o mel produzido.
Por outro lado, é frequente o tratamento químico de colônias para combater diversos problemas, isso às vezes ocorre empregando várias substâncias sucessivamente, mas substâncias que não são letais podem se tornar quando interagem com outras, mesmo através de resíduos. O imidacloprido é um campeão mundial de vendas no mercado de inseticidas. Foi desenvolvido nos anos 1970 pela Shell e, na década de 1980, pela Bayer. As vendas globais estimadas de imidacloprido totalizam pouco mais de 1 bilhão de dólares por ano. O segundo lugar em faturamento cabe ao tiametoxam, da Syngenta, com mais de US$ 600 milhões ao ano. Conforme pesquisa publicada em 21 de março de 2017, no Journal of Economic Entomology, o fungicida iprodiona, normalmente usado em pomares de amendoeiras, pode matar as abelhas melíferas em aproximadamente dez dias após exposição à substância. Ainda há grande polêmica a respeito do papel dos pesticidas, mas efeitos letais e subletais agudos e crônicos sobre abelhas têm sido documentados com crescente solidez, e permanecem como uma das principais preocupações.
Outro fator de relevo é a degradação geral dos ambientes, causada pelo avanço das cidades, poluição e outros problemas, que combinadamente provocam o desaparecimento de muitas outras espécies e indiretamente acabam por afetar as redes de produção de alimento das abelhas e seus locais de abrigo. A expansão agrícola e pecuária causam grandes desmatamentos e outros desequilíbrios, onde se incluem o declínio de muitas espécies de abelhas em todo o mundo. O aquecimento global tem sido causador de degradação ambiental generalizada, e a elevação do gás carbônico na atmosfera, um dos gases estufa, foi apontada como causa de produção de pólen com substâncias tóxicas ou indigestas para as abelhas e de uma redução de até 30% no nível nutricional do pólen de espécies muito procuradas pelas abelhas. O problema se complica porque seus organismos são capazes de discriminar a qualidade alimentar do néctar ingerido, mas não a do pólen, que é a sua principal fonte de proteína, então elas se sentem alimentadas, mas sua nutrição é cada vez mais pobre e elas progressivamente tendem a se tornar mais fracas e viver menos. A emergência dos insetos polinizadores e a floração das plantas após o inverno devem ser sincronizadas para que os processos de reprodução vegetal tenham sucesso, e para muitas plantas o período de floração é muito breve, exigindo uma sincronia muito precisa, mas as mudanças de temperatura, umidade e chuvas desencadeadas pelo aquecimento global alteram as estações, modificam o ritmo de crescimento, floração e maturação, desemparelham os ciclos animais e vegetais, e estão ligadas a problemas de crescimento das abelhas, aumento na incidência de doenças, mudanças em seus ritmos de atividade, incapacidade de acompanhar adequadamente os ciclos de floração e redução na coleta de alimento. Mudanças negativas no habitat de abelhas e má nutrição têm sido repetidamente documentadas em associação com o DCC e com o aquecimento global.
O parasita Varroa destructor é ainda o principal agente individual de perda de colônias, mas seu papel na formação do DCC tem sido minimizado, ainda que não todo eliminado. Não tem sido encontrada, desse e outro patógeno importante, o Notema, uma incidência significativamente diferenciada em colônias sadias e colônias afetadas por DCC, embora pragas crônicas e pouco virulentas ainda causem estresse e declínio na resistência contra outras doenças. Paralelamente, tem sido observado um declínio na capacidade das abelhas de resistir à infestação por Varroa, e além de causar prejuízos diretos, o Varroa é veículo de várias doenças infecciosas. De qualquer forma tem sido confirmado um nível anormalmente elevado de variados patógenos em colmeias afetadas, especialmente fungos e vírus, que têm sido apontados como indicadores de doenças autoimunes e estresse em abelhas. Também podem contribuir para desencadear o DCC a crescente prática de transferência de colônias de um lugar para outro para atender contratos de polinização de lavouras, o desenvolvimento de técnicas apícolas inadequadas e o surgimento de novas pragas de abelhas.

## Impactos

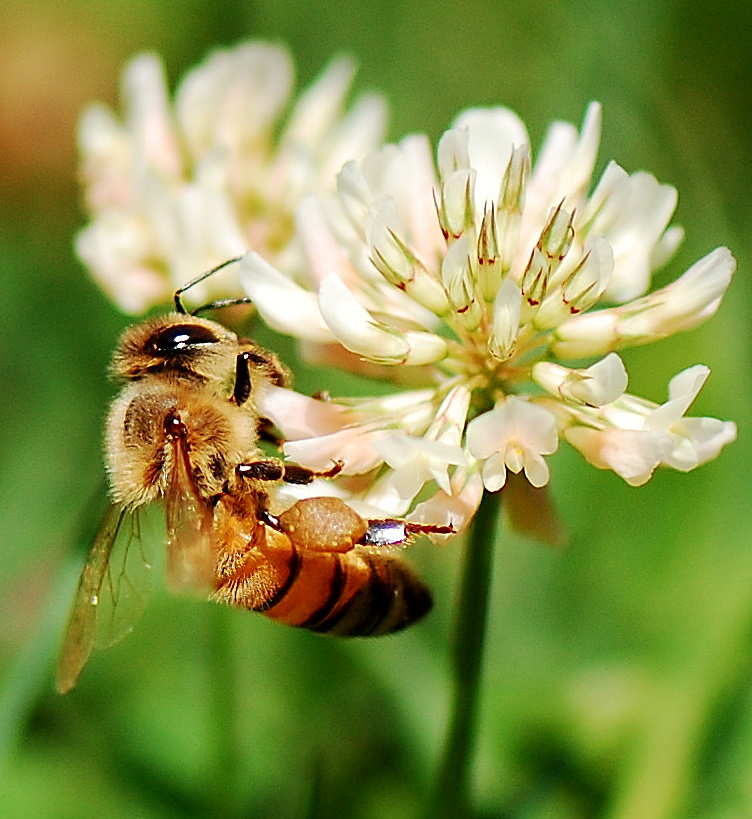
Abelha Apis mellifera trabalhando sobre uma flor de trevo, uma importante cultura para forragem animal. A abelha tem a pata traseira repleta de pólen.

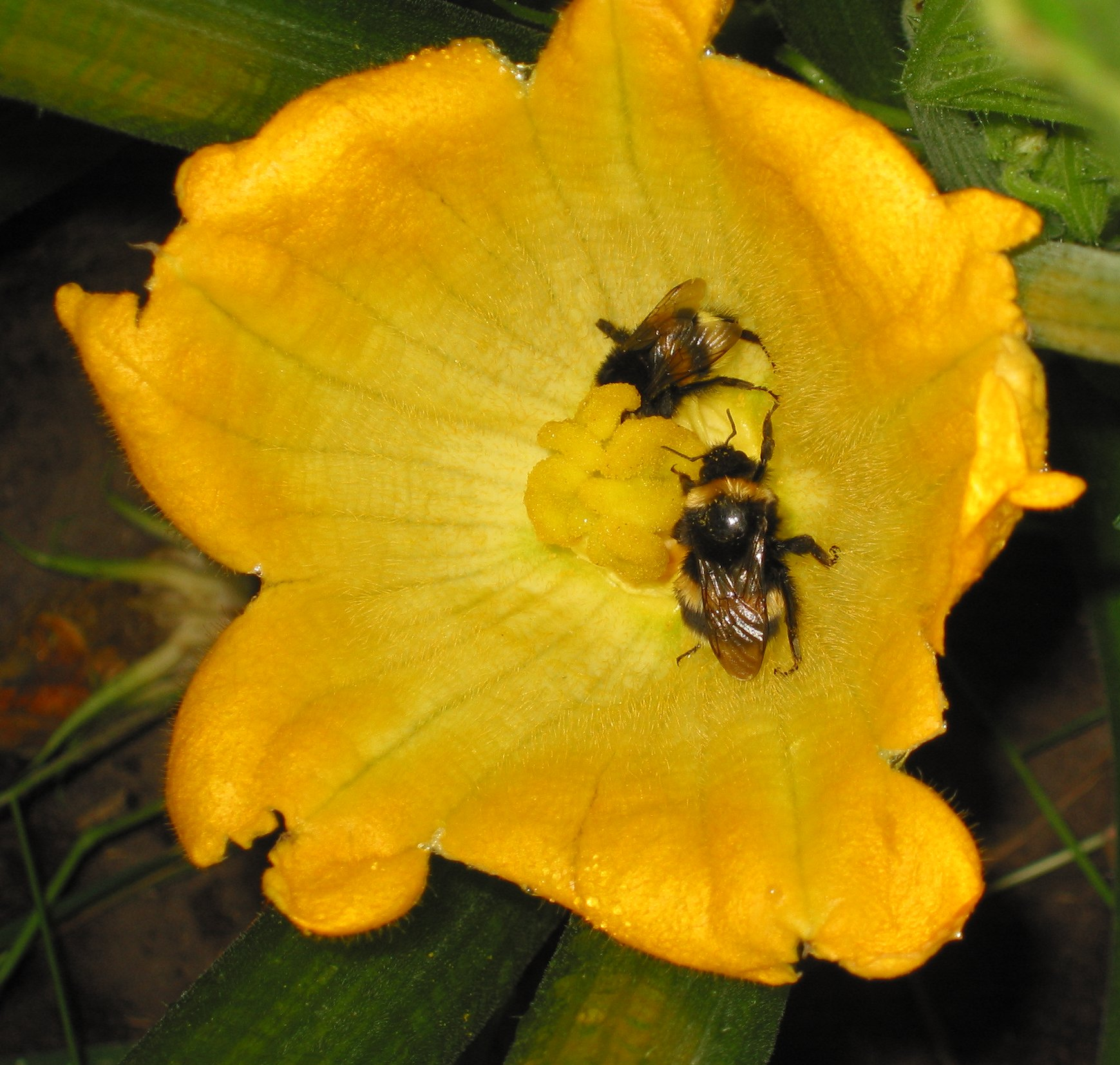
Abelhas Bombus terrestris polinizando uma flor de abóbora.

O DDC provoca impactos negativos múltiplos sobre a natureza e a sociedade. As abelhas desempenham um papel fundamental para o equilíbrio dos ambientes que incluem plantas com flores, e isso significa todas as florestas, os campos e as áreas cultivadas pelo homem, pois elas estão entre os principais polinizadores da natureza, seres que são os veículos dos genes de uma planta para outra através do transporte do pólen entre as flores. Este processo é parte do ciclo reprodutivo vegetal e para muitas espécies não ocorre sem a ajuda das abelhas, embora outras possam depender do vento, da água ou de outros polinizadores. A perda das abelhas, por consequência, impede ou reduz a produção de certas frutas e sementes, que tanto servem à alimentação humana e animal como são a origem de novas plantas. Para as áreas verdes silvestres, isso significa a quebra das cadeias reprodutivas e alimentares e um empobrecimento da biodiversidade, e para o homem, o fracasso das safras agrícolas, redução nas pastagens e ameaça à segurança alimentar dos povos. Segundo o Ibama, "o sucesso reprodutivo de quase metade das angiospermas no mundo, em sistemas naturais e agrícolas, depende mais da polinização do que de outros fatores como a fertilidade do solo ou as condições climáticas. Por isso, é considerado um serviço ambiental vital e, em casos extremos, seu declínio pode levar à extinção de plantas e animais, provocando mudanças na paisagem e nas funções do ecossistema".
40% de todos os polinizadores naturais são abelhas. A Apis mellifera é a espécie polinizadora mais utilizada nas monoculturas mundiais. Seus serviços diretos e indiretos valem 215 bilhões de dólares por ano. Segundo a Organização das Nações Unidas para Alimentação e Agricultura (FAO), os polinizadores estão envolvidos diretamente em cerca de 35% de todos os tipos de culturas mundiais, e das 100 principais culturas do mundo, que sozinhas respondem por 90% da comida de origem vegetal, 71 dependem de abelhas para sua polinização. Em 2007 as abelhas domésticas eram essenciais para a polinização de mais de 90 tipos de frutas e legumes nos Estados Unidos, cujas colheitas foram avaliadas em 15 bilhões de dólares por ano. Em 2010 a polinização contribuiu com 29 bilhões de dólares. O valor das colheitas diretamente dependentes da polinização por insetos totalizou 16,35 bilhões de dólares, enquanto o valor das colheitas indiretamente dependentes da polinização por insetos foi 12,65 bilhões de dólares. Grandes prejuízos econômicos aos agricultores já foram relatados em função do distúrbio do colapso das colônias. Há também impactos culturais. As abelhas já foram integradas à cultura mundial há milhares de anos, aparecem em lendas, mitos, livros e obras de arte.

## No Brasil
Em julho de 2012, dada ocorrência de vários casos de CCD no Brasil, o Instituto Brasileiro do Meio Ambiente e dos Recursos Naturais Renováveis (Ibama) proibiu temporariamente a aplicação de quatro inseticidas — o fipronil, que é um pirazol, e três neonicotinoides (imidacloprida, clotianidina e tiametoxam) — em lavouras que recebem insetos polinizadores, pois os neonicotinoides funcionam como neurotoxinas que interferem no sistema nervoso dos insetos, prejudicando o olfato e a memória, elementos essenciais para a manutenção das colmeias. Posteriormente, por pressão do poderoso lobby do agronegócio, o Ibama teve de ceder e baixou duas instruções normativas com a Secretaria de Defesa Agropecuária (SDA) do Ministério da Agricultura, Pecuária e Abastecimento. Essas instruções enfraquecem a medida anterior. A primeira delas, de outubro de 2012, liberou a pulverização aérea dos quatro agrotóxicos, e a segunda,  publicada no início de janeiro de 2013, flexibilizou ainda mais a medida original, apenas protegendo a floração.
Em fevereiro de 2013, na região de Dourados, Mato Grosso do Sul, um apicultor relatou que suas 70 colmeias (onde quase 3,5 milhões de abelhas produziam mais de 1 tonelada de mel ao ano) entraram em colapso, no curso de poucos dias. Segundo Osmar Malaspina, professor do Instituto de Biociências da UNESP Rio Claro, "há forte suspeita de que a morte das abelhas tenha sido provocada pela aplicação de um inseticida da classe dos neonicotinoides em um canavial". Em anos recentes vários outros casos de perda e enfraquecimento de colônias foram relatados em vários estados, embora muitas vezes as causas precisas sejam difíceis de determinar.
A perda dos polinizadores provoca importantes impactos negativos na biodiversidade e na preservação de florestas. 85% da área verde do mundo depende da polinização. Há também um grande prejuízo econômico envolvido. Das 141 espécies de plantas cultivadas no Brasil para uso na alimentação humana, na produção animal, no biodiesel e nas fibras, cerca de 60% depende da polinização. Cerca de 9,5% do valor da produção agrícola mundial depende da polinização. Além disso, a produção de mel movimenta mais de 300 milhões de reais por ano no Brasil.